# Vasilis Konstantinidis
Vasilis Konstantinidis (griechisch Βασίλης Κωνσταντινίδης; * 7. Dezember 1987) ist ein ehemaliger griechischer Gewichtheber.

## Werdegang
Konstantinidis gewann bei den Junioren-Europameisterschaften 2001 in Kalmar die Bronzemedaille im Reißen. Bei den Aktiven erreichte er bei den EU-Meisterschaften 2004 in Budapest den dritten Platz in der Klasse bis 105 kg. Bei den Europameisterschaften 2006 in Władysławowo wurde er Fünfter. 2007 nahm er an den Weltmeisterschaften in Chiang Mai teil, hatte aber im Stoßen keinen gültigen Versuch. Bei einer Trainingskontrolle wurde Konstantinidis 2008 wie auch zehn weitere Mitglieder der griechischen Nationalmannschaft positiv getestet und anschließend vom Weltverband IWF für zwei Jahre gesperrt.